# Witold Rowicki

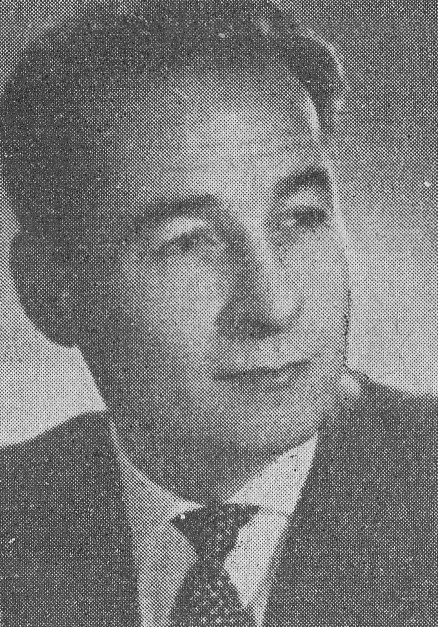
Witold Rowicki w latach 50.

Witold Rowicki, właśc. Witold Kałka (ur. 26 lutego 1914 w Taganrogu, zm. 1 października 1989 w Warszawie) – polski dyrygent, pedagog, organizator życia muzycznego, propagator muzyki.

## Życiorys
Urodził się w Taganrogu w Rosji, w polskiej rodzinie Jana i Nadziei Kałków. W 1923 r. wraz z rodziną repatriował z ZSRR do Polski. Uczęszczał do szkoły powszechnej i gimnazjum początkowo w Żywcu, następnie w Nowym Sączu. Od 1931 r. studiował w Konserwatorium Towarzystwa Muzycznego w Krakowie w klasie skrzypiec u Artura Malawskiego, teorii muzyki uczył się u dyrektora Michała Piotrowskiego i Bolesława Wallek-Walewskiego.
Witold Rowicki był w grupie trzech najzdolniejszych studentów, którzy otrzymali stypendium państwowe (75 zł miesięcznie). Studenci wykonywali koncerty dla Polskiego Radia w Krakowie. Jako dyrygent zadebiutował w roku 1933. Zorganizował Orkiestrę Związku Młodzieży Przemysłowej i Rękodzielniczej. Studia ukończył w roku 1938. Po dyplomie otrzymał stanowisko profesora gry na skrzypcach w macierzystej uczelni. Okres okupacji niemieckiej spędził w Krakowie, gdzie odbył studia kompozytorskie i muzykologiczne u prof. Zdzisława Jachimeckiego.
Po II wojnie światowej organizował i był kierownikiem artystycznym oraz I dyrygentem Wielkiej Orkiestry Symfonicznej Polskiego Radia w Katowicach, po powrocie Grzegorza Fitelberga do kraju został jego zastępcą.
Od 1950 r. został dyrektorem artystycznym Orkiestry Filharmonii w Warszawie (obecnie Filharmonii Narodowej), z którą odbył liczne tournées zagraniczne. Prowadził wielokrotnie (do roku 1970) koncerty finałowe na Konkursach Pianistycznych im. Fryderyka Chopina.
W latach 1952–1954 prowadził klasę dyrygentury w Państwowej Wyższej Szkole Muzycznej w Warszawie. W roku 1966 otrzymał nagrodę państwową I stopnia. W roku 1984 na Jubileuszowym Koncercie z okazji 70-lecia urodzin dyrygował orkiestrą Filharmonii Narodowej w Warszawie, która wykonała między innymi IX Symfonię Ludwiga van Beethovena z Odą do Radości.W latach 1983–1985 był dyrektorem artystycznym Bamberger Symphoniker.
Ze swoimi orkiestrami nagrał ponad 100 płyt. Przykładowe nagrania z Orkiestrą Filharmonii Narodowej w Warszawie pod dyrekcją Witolda Rowickiego:
- Muza SX 1861 – Artur Rubinstein – Fryderyk Chopin Koncert fortepianowy f-moll,Grób Witolda Rowickiego na cmentarzu Powązkowskim

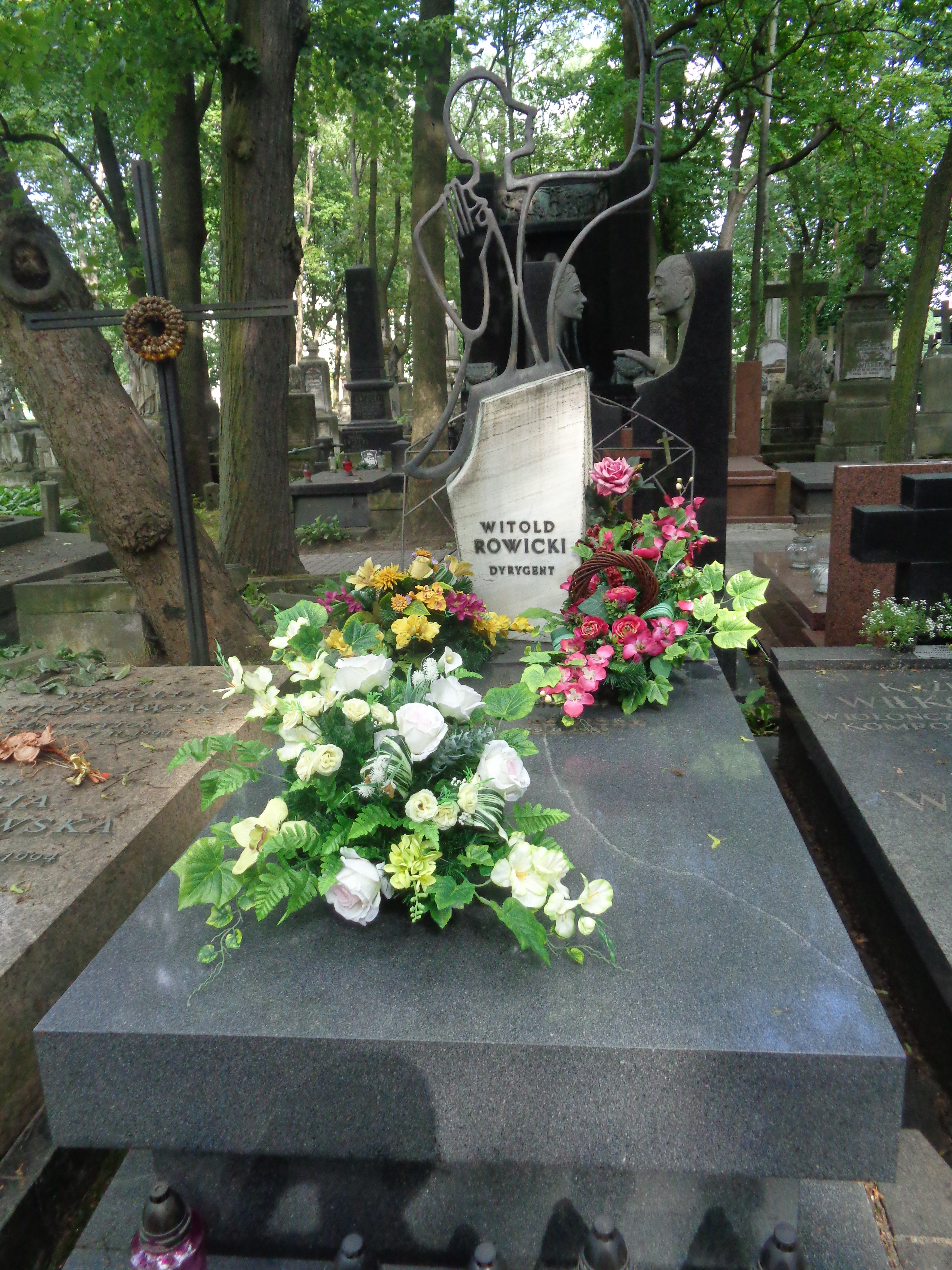
Grób Witolda Rowickiego na cmentarzu Powązkowskim

- Muza SXL 0101 – Felix Mendelssohn-Bartholdy Sen Nocy Letniej i Maurice Ravel Boléro,
- Muza SX 0253 – Stanisław Moniuszko Straszny Dwór wybrane arie,
- Muza SX 1367 – Nikołaj Rimski-Korsakow Szeherezada.

Witold Rowicki skomponował też melodię do wiersza Krzysztofa Kamila Baczyńskiego „Maszeruje pluton”.
Od 1971 był członkiem Obywatelskiego Komitetu Odbudowy Zamku Królewskiego w Warszawie.
Od 1939 był mężem Joanny z Nowaków.
Zmarł w Warszawie. Pochowany na cmentarzu Powązkowskim (kwatera 2-2-9).

## Ordery i odznaczenia
- Order Sztandaru Pracy I klasy (dwukrotnie: 22 lipca 1959, 14 września 1977)[4]
- Krzyż Komandorski z Gwiazdą Orderu Odrodzenia Polski (22 lipca 1974)[4]
- Order Sztandaru Pracy II klasy (15 czerwca 1950)[5]
- Krzyż Komandorski Orderu Odrodzenia Polski (16 lipca 1954)[6]

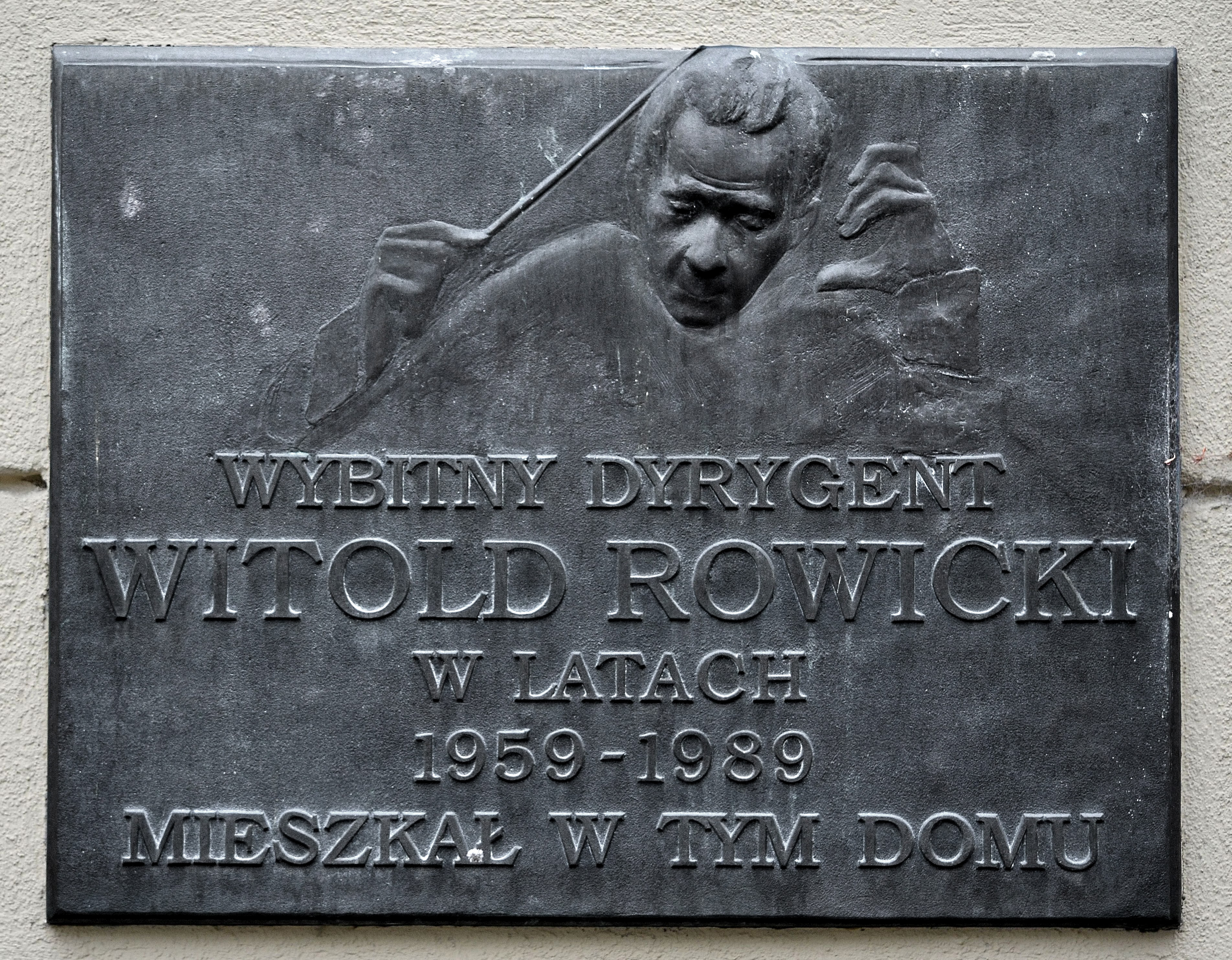
Tablica upamiętniająca Witolda Rowickiego na ścianie kamienicy przy ul. Chocimskiej 35 w Warszawie

- Tablica upamiętniająca Witolda Rowickiego na ścianie kamienicy przy ul. Chocimskiej 35 w WarszawieKrzyż Oficerski Orderu Odrodzenia Polski (14 listopada 1947)[7]
- Medal 40-lecia Polski Ludowej (1984)[8]
- Medal 10-lecia Polski Ludowej (19 stycznia 1955)[9]
- Odznaka „Zasłużony Działacz Kultury” (22 lipca 1977)[4]
- Złota Odznaka honorowa „Za Zasługi dla Warszawy” (10 stycznia 1967)[4]

## Nagrody[4]
- 1950: Państwowa Nagroda Artystyczna II st. (zbiorowa)
- 1963: Nagroda Związku Kompozytorów Polskich
- 1963: Nagroda Ministra Kultury i Sztuki II st.
- 1966: Nagroda Państwowa I st.
- 1973: Nagroda Ministra Kultury i Sztuki I st.
- 1983: Nagroda Przewodniczącego Komitetu ds. Radia i Telewizji za twórczość i działalność artystyczną
- 1983: Nagroda Ministra Kultury i Sztuki I st. (po raz drugi)

Jego nagrania zdobywają nagrody także już po śmierci artysty. Patrz: Fryderyki 1999, Fryderyki 2000.

## Upamiętnienie
- W styczniu 2005 ciągowi pieszemu w rejonie ulic Moniuszki i Świętokrzyskiej w Warszawie nadano nazwę pasaż Witolda Rowickiego[10]
- Na kamienicy przy ul. Chocimskiej 35 w Warszawie, w której w latach 1959–1989 mieszkał artysta, umieszczono tablicę pamiątkową.
- W roku 2014 nadano Państwowej Szkole Muzycznej I st. w Żywcu imię Witolda Rowickiego.
- W roku 2016 odbył się w Żywcu I Ogólnopolski Konkurs Skrzypcowy „Witold Rowicki in Memoriam” przeznaczony dla uczniów szkół muzycznych I i II stopnia.
- Ulice w Tarnowskich Górach oraz we wsi Budy Grzybek zostały nazwane imieniem Witolda Rowickiego.